# Keivi Pinto
Keivi Mayerlin Pinto (ur. 26 grudnia 1979) – wenezuelska judoczka. Olimpijka z Aten 2004, gdzie odpadła w eliminacjach w wadze półciężkiej.
Uczestniczka mistrzostw świata w 2003, 2007, 2009, 2011 i 2013. Startowała w Pucharze Świata w latach 2004, 2005, 2008 i 2010-2013. Brązowa medalistka igrzysk panamerykańskich w 2003, a także igrzysk Ameryki Południowej w 2010. Mistrzyni igrzysk boliwaryjskich w 2001, 2005 i 2009. Zdobyła pięć medali na igrzyskach Ameryki Środkowej i Karaibów. Srebrna medalistka mistrzostw panamerykańskich w 2003; brązowa w 2004 i 2013. Wygrała mistrzostwa Ameryki Południowej w 2013; druga w 2002 i trzecia w 2011 roku.

## Letnie Igrzyska Olimpijskie 2004
| Konkurencja | Eliminacje              | Eliminacje          | Repasaże             | Klas. końcowa |
| Konkurencja | Przeciwnik I            | Przeciwnik II       | Przeciwnik I         | Miejsce       |
| ----------- | ----------------------- | ------------------- | -------------------- | ------------- |
| 78 kg       | Sisilia Naisiga (FIJ) Z | Noriko Anno (JPN) P | Lucia Morico (ITA) P | 3 runda       |